# Dirección de arte
La dirección de arte es el área responsable del aspecto estético y los códigos visuales en la producción de obras audiovisuales. Por lo general el departamento de dirección de arte, dirigido por un director de arte, selecciona y sitúa los elementos visuales de modo que concuerden y refuercen el mensaje planteado por el relato, pudiendo usar para ello distintos soportes audiovisuales, impresos y digitales con fines semiológicos. El encargado de la dirección de arte en el cine se ocupa de definir el estilo de la escenografía, supervisando y coordinando todos los elementos estéticos para crear la atmósfera general de la película. También supervisa o trabaja juntamente con los departamentos de vestuario, maquillaje, atrezzo, mobiliario y con el director de fotografía.

## Relación con otros departamentos
El departamento de producción y su equipo se encargarán de realizar o de tercerizar la ejecución de las propuestas planteadas por la dirección de arte tras ser aprobadas por la dirección general del proyecto.
El departamento de dirección de arte se encarga de crear y plasmar ideas, sea en un formato físico o digital, y son los principales responsables de los aspectos comunicativos del aspecto visual del proyecto. De igual forma, quienes conforman este departamento deberán trabajar de manera coordinada con el departamento de producción y la dirección ambiental (impacto ambiental y manejo).

### Diseño de producción
Aunque en producciones pequeñas el diseño de producción es asumido por el departamento de dirección de arte, en producciones de mayor complejidad esta área puede ser asumida por un departamento separado.